# COMM (The Tangent)
COMM is een studioalbum van The Tangent, een band die een wisselend bestaan leidt. De band was opgezet met als doel een vaste samenstelling, door de jaren heen werd het meer een begeleidingsband van leider Andy Tillison. Dat blijkt onder meer uit het feit dat de drummer van het album tijdens de daaropvolgende tournee alweer vervangen was (Tony Latham). COMM gaat over communicatie en het tekort daarvan of overvoer daarmee. Het album verscheen tevens op elpee, waarbij enkele tracks ontbraken.
De platenhoes was van Ed Unitsky. Het album moest voorgefinancieerd worden door fans. In 2012 kwam de mededeling dat The Tangent opgeheven zou worden/was. Vlak daarna bleek dat Tillison het toch niet kon laten, in 2013 verscheen een toch een nieuw album.

## Musici
- Andy Tillison – toetsinstrumenten, zang
- Jonathan Barrett – basgitaar
- Luke Machin – gitaar, zang
- Nick Rickwood – slagwerk
- Theo Travis – saxofoons, dwarsfluit

Met
- Andrew Roussak – toetsinstrumenten op Competition watershed

## Muziek
| Nr. | Titel                                                                                          | onderverdeling | Duur  |
| --- | ---------------------------------------------------------------------------------------------- | --- | ----- |
| 1.  | The wiki man (Tillison)                                                                        | 1.Prologue 2.The wiki man 3.Competition watershed 4.Edit me out 5.Car boot suite 6.The wiki man (reprise)                             | 20:14 |
| 2.  | The mind’s eye (Tillison)                                                                      | | 8:13  |
| 3.  | Shoot them down (Barrett)                                                                      | niet op LP | 6:45  |
| 4.  | Tech support guy (Tillison)                                                                    | niet op LP | 5:51  |
| 5.  | Titanic calls Carpathia (Tillison)                                                             | 1.The milpond 2.Titanic calls Carpathia 3.Lovell calls Houston 4.Lost soul calls Antades 5.Fire in our fingers 6.Earth calling anyone | 16:31 |
| 6.  | The spirit of the net (Tillison)                                                               | niet op LP | 4:44  |
| 7.  | Watcher of the skies (Peter Gabriel, Tony Banks, Steve Hackett, Mike Rutherford, Phil Collins) | niet op LP | 5:52  |

Watcher of the skies is oorspronkelijk een nummer van Genesis. Het wordt hier gespeeld door Tillison, Barret, Peter Greenwood en Phil Bernia. Het is opgenomen als een denkbeeldige concertversie, opname is in bootlegkwaliteit.  Greenwood en Bernia maken onderdeel uit van SEYES, een band die de muziek van Yes (na)speelt. Dat is in de track te horen, aan het slot is het tekstfragment I get up, I get down te horen. Dat is afkomstig uit het nummer Close to the Edge van het gelijknamig album. 